# Simon Fabiani
Pour les articles homonymes, voir Fabiani et Famille de Fabiani.
Simon Fabiani (ou Simone Fabiani), né le 2 janvier 1698 à Santa-Reparata-di-Balagna et assassiné le 15 juillet 1736 à Orezza, est un politique et général corse, considéré comme « héros de l'indépendance corse », membre de la famille Fabiani reconnue noble en 1774 par la couronne de France ("noble au-delà de 200 ans"). Il fut assassiné par des Corses, sur ordre de Gênes, avec l'aide de la famille Luccioni (dont Théodore avait fait exécuter un membre qui avait livré Porto-Vecchio et tentait d'attirer Théodore dans un traquenard afin de le livrer aux Génois). Les Luccioni n'avaient rien dit et, pour se venger de Théodore, ils firent assassiner Fabiani qui n'avait strictement rien à voir avec la mort de leur parent.

## Biographie
Le général Simon Fabiani joua un rôle non négligeable au cours de la première révolution corse du XVIIIe siècle. Sa position sociale et ses racines géographiques, mais aussi sa personnalité hors du commun y contribuèrent largement. Sa disparition tragique laissa le roi inconsolable et fut aussi une des causes de l'affaiblissement précipité d'un projet par ailleurs gravement compromis dès l'origine.
Sa critique cinglante du régime des Nobles Douze, auquel sa famille participait pourtant depuis des décennies, marqua l'un des premiers signes actifs de la révolte des élites contre la domination génoise. En s'attaquant à ce système qui profitait à la fois à l'aristocratie insulaire et à la domination génoise, Fabiani sapait les bases d'un pouvoir qui ne tenait réellement que par quelques présides (Bastia, Bonifacio, Calvi) et une capacité d'incursion lui permettant de lever l'impôt, souvent manu militari. Ainsi, lors des élections de 1730, Fabiani s'écria, "avec grandiloquence" précisent certains historiens: "Le Prince demande les élections des XII, la Corse ne veut plus des XII... qui ont assassiné la Corse". Toutes proportions gardées, ce fut l'équivalent pour la révolution corse de la fameuse formule de Sieyès. Alors que les cercles dirigeants étaient à la recherche de justifications philosophiques pour contester le pouvoir en place (Gênes), ce geste de refus arrivait ainsi à point nommé.
Simon Fabiani contribua au succès initial de l'éphémère royaume corse de Théodore de Neuhoff. En dépit des oppositions de clans en Balagne, notamment avec les Giuliani, il apporta au roi Théodore le soutien de cette région riche et ouverte sur la mer. Ce soutien s'exprima d'abord par le contrôle d'un périmètre territorial sécurisé, mais aussi par une capacité de communication par la mer avec les indépendantistes corses résidant en Ligurie: les Fabiani possédaient l'un des trois entrepôts de l'Île Rousse qui fut l'un des poumons de la rébellion puis du Royaume. Par son mariage avec une Raffalli d'Orezza, localité située au cœur de la révolte, Fabiani créait un lien fort entre le centre du nouveau pouvoir, isolé loin des côtes, et la riche et ouverte Balagne. Ses parents par alliance d'Orezza, pouvaient lui fournir des troupes supplémentaires, très utiles lorsqu'il s'est agi de conquérir certains points cruciaux tels qu'Oletta, prise par le général Fabiani. Cette parentèle hors de son terroir d'origine le reliait aussi à quelques personnages arrêtés comme lui par les Génois et, pour certains exécutés.
Indubitablement, l'engagement du général Fabiani, tout comme ses faits d'armes, contribuèrent aux premiers succès du roi Théodore et de ses partisans. "Le héros de la Balagne", comme l'appelle Girolami-Cortona, contribua à la déroute des Génois à Biguglia et fut essentiel dans la prise puis la soumission de Campoloro et de sa pieve, entraînant la reddition du représentant du pouvoir génois, don Filippo Grimaldi.
Il fut membre du gouvernement du roi Théodore avec le titre de capitaine général/gouverneur de la Balagne, vice-président du conseil de guerre et capitaine de la garde royale. Enfin, son Testament politique, publié et diffusé par les soins du chanoine Erasme Orticoni immédiatement après son assassinat en 1736, qui fut considéré comme l'un des textes fondateurs du nationalisme naissant des Corses, d'abord par le consul de France, Campredon, inquiet d'une éventuelle flambée de colère des élites et populations locales.
La famille du nobile Simon Fabiani appartenait à la noblesse militaire corse et n'avait pas besoin de la couronne de France pour être considérée comme telle. Le père de Simon Fabiani, Giovan Giuseppe, était lieutenant-colonel ; sa mère, Giovanna Malaspina, était issue d'une autre famille dominante de Balagne, considérée comme tenant son origine des anciens marquis carolingiens Obertenghi ayant régné sur la Toscane. La tradition militaire lui venait de sa lignée paternelle, remontant de manière certaine à Tiberio fils de Giovannone, "messer" et capitaine au service de Gênes, en résidence à Algajola (Balagne) au XVIe siècle. Mais il était aussi l'héritier du colonel Simone Morazzani, de Monticello, au service du grand-duc de Toscane, et de Pompilio Morazzani, capitaine de la garde pontificale dont les troupes auraient notamment été associées au fameux incident diplomatique qui affecta le duc de Créqui et sonna le glas de la garde corse du pape.
Le rôle de Simon Fabiani dans l'épopée du roi Théodore renforça son clan en Balagne et fut l'un des soubassements du parti français opposé aux partisans de Pascal Paoli. Comme quelques autres grandes familles, les  Fabiani passèrent presque sans transition d'une position de révolte contre le pouvoir existant - Gênes - à un soutien sans faille à la couronne de France. En filigrane, l'engagement de "l'autre Simon Fabiani", le colonel Simone de Fabiani, colonel commandant le Royal Corse à Naples, écuyer de la reine d'Espagne Elisabeth Farnèse, gouverneur aussi de la place de Barcelone. Simoncino ou Simoncello, personnage haut en couleur au verbe sonore, prit en quelques sorte la succession du général dans la conduite du clan. Bourbonien, il préparait le "parti Fabiani" à soutenir les Bourbon de France. C'est ainsi que les fils et parents du général combattirent dans le camp français lors de la bataille décisive de Ponte-Novo (mai 1769), tout comme leurs alliés, notamment Boccheciampe. La réconciliation Paoli-Fabiani fut tardivement symbolisée par le mariage, le 9 juillet 1789 (sic) à Monticello, d'Angela Felicité de Fabiani, dite Felicina, et du colonel Felice Giudice Antonio Leonetti, neveu de Pascal Paoli, futur député à l'Assemblée législative (1792/93).
Simon Fabiani est l'un des héros d'un roman de Gérard Néry. Avec beaucoup de fidélité envers les sources, l'auteur rappelle le rôle que joua Fabiani lors des principales étapes de l'aventure du royaume corse de Théodore Ier. Sur un plan plus anecdotique, ce fut lui qui eut l'idée d'utiliser une couronne de laurier, "à l'antique", pour couronner le roi. Son arrivée sur le lieu du couronnement, en compagnie d'Arrighi, est aussi restée dans les annales, tant les Balanins se firent remarquer par leurs salves en l'honneur du nouveau monarque. Gérard Néry, qui relève à juste titre que "Fabiani était châtain clair", échafaude l'hypothèse invérifiable d'une confusion avec le roi d'origine westphalienne. Au-delà du romanesque de la situation, c'est dire la place qu'occupait le général auprès du roi.